# Lista över konfedererade amerikanska militärer
Detta är en lista över militärer i Amerikas konfedererade stater.

## A
- James L. Alcorn
- Edward Porter Alexander
- Joseph R. Anderson
- Richard Heron Anderson
- Lewis Armistead
- Turner Ashby

## B
- P.G.T. Beauregard
- Braxton Bragg
- John Cabell Breckinridge

## C
- Thomas James Churchill

## D
- Charles Dahlgren

## E
- Jubal Anderson Early
- Nathan George Evans
- Richard Stoddart Ewell

## F
- Nathan Bedford Forrest

## G
- John B. Gordon
- Maxcy Gregg

## H
- Wade Hampton III
- Henry Heth
- Ambrose Powell Hill
- Daniel Harvey Hill
- John Bell Hood

## J
- Thomas Jonathan Jackson
- Albert S. Johnston
- Joseph E. Johnston

## K
- Joseph Brevard Kershaw

## L
- Robert E. Lee
- James Longstreet

## M
- William Mahone
- Matthew Fontaine Maury
- Lafayette McLaws
- John Singleton Mosby

## P
- John C. Pemberton
- William Nelson Pendleton
- George Edward Pickett
- Albert Pike
- Leonidas L. Polk

## R
- John Selden Roane
- Robert Emmett Rodes

## Q
- William Clark Quantrill

## S
- Edmund Kirby Smith
- Gustavus Woodson Smith
- James Ewell Brown Stuart

## V
- Earl Van Dorn

## W
- Stand Watie
- Joseph Wheeler
- William H.C. Whiting
- Cadmus M. Wilcox